# Беспорядки в Бирюлёве Западном
Беспорядки в Бирюлёве Западном — массовые выступления на межэтнической почве в московском районе Бирюлёво Западное (Южный административный округ), в том числе сопровождавшиеся погромами. Поводом к событиям послужило произошедшее 10 октября 2013 года резонансное убийство местного жителя Егора Щербакова мигрантом-азербайджанцем Орханом Зейналовым.

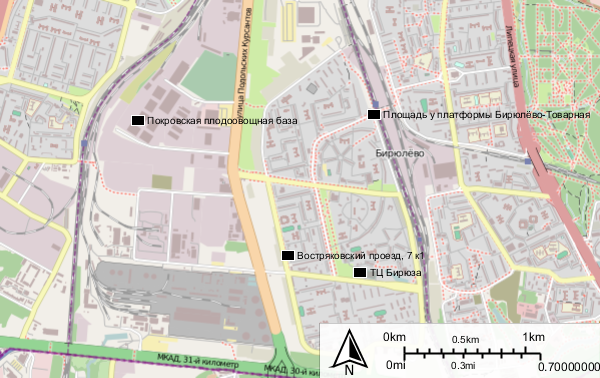
Основные пункты, связанные с беспорядками в Бирюлёве

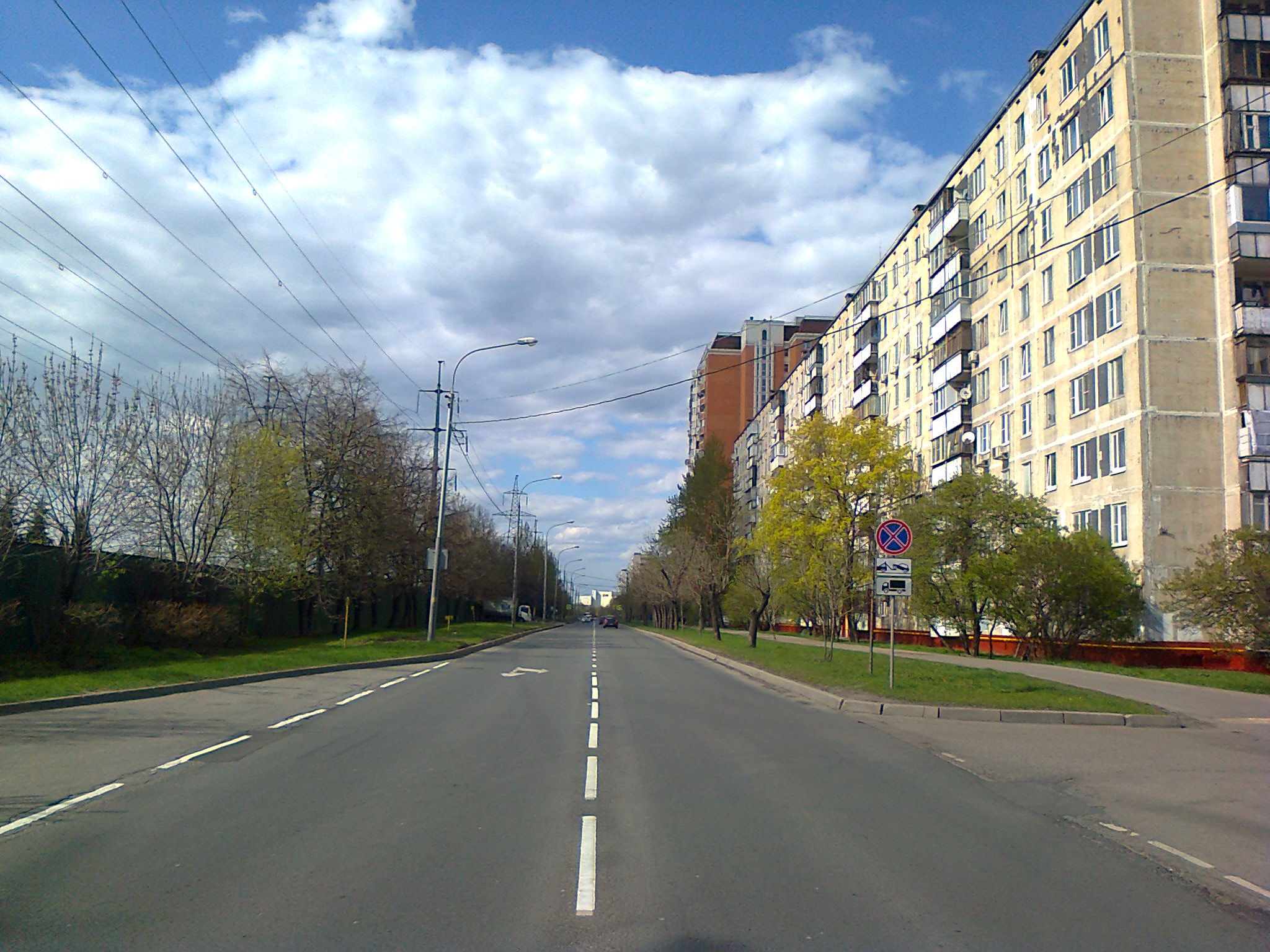
Востряковский проезд, д. 7, к. 1

Считается, что беспорядки в Бирюлёво стали самыми массовыми в России за последние годы. В ходе их подавления полицией было задержано около 400 человек.

## Смерть Егора Щербакова
Около 2 часов ночи с 9 на 10 октября 2013 года, когда 25-летний Егор Щербаков и его подруга Ксения Попова возвращались домой, у подъезда их дома на Востряковском проезде к ним подошёл неизвестный мужчина, с которым у Щербакова возник конфликт, переросший в потасовку, в ходе которой Щербаков получил удар ножом в спину и скончался на месте в результате проникающего ранения в сердце, а неизвестный скрылся.

## Обвиняемый в убийстве
Подозреваемый, который, по кадрам записи видеокамер наблюдения (по другим данным — по показаниям подруги убитого Ксении Поповой), предположительно, был «южанином», «выходцем из Средней Азии или с Кавказа» или «приезжим неславянской внешности», был объявлен в розыск. Полиция составила и распространила фоторобот предполагаемого убийцы. К поиску преступника подключились представители спецслужб.
14 октября глава столичной полиции Анатолий Якунин на совещании в Главном управлении МВД по городу Москве заявил, что «подозреваемый установлен» и что «это не гражданин Российской Федерации». Также сообщалось, что убийцей был азербайджанец из Шамхора.
15 октября было названо его имя — уроженец Азербайджана Орхан Зейналов 1982 года рождения. Позднее в тот же день он был задержан в Коломне и перевезён на вертолёте в Москву. Найти Зейналова помог его арендодатель Алексей Пронкин, узнавший его в телевизионном сюжете. За помощь в поимке преступника Пронкину будет выплачено вознаграждение в один миллион рублей.
Как утверждала газета «Коммерсантъ», следствию удалось выйти на Зейналова только после того, как сотрудники ФСБ пригрозили азербайджанской диаспоре «проблемами с бизнесом».
В 2010 году мировой суд судебного участка № 64 московского района Ясенево признал Зейналова виновным в совершении правонарушения, предусмотренного частью 4 статьи 12.15 Кодекса России об административных правонарушениях, и лишил его права управления транспортным средством на срок пять месяцев ввиду того, что он ранее неоднократно привлекался к административной ответственности за нарушения правил дорожного движения.
6 мая 2014 года Следственный комитет России объявил об окончании предварительного следствия по уголовному делу. Орхан Зейналов привлечён в качестве обвиняемого в совершении преступления, предусмотренного пунктом «и» части 2 статьи 105 УК РФ (убийство, совершённое из хулиганских побуждений). Обвинительное заключение было утверждено и вместе с уголовным делом через некоторое время направлено в Московский городской суд для рассмотрения в открытом судебном заседании.
28 июля 2014 года Московский городской суд признал Орхана Зейналова виновным в убийстве Егора Щербакова. Зейналов приговорён к 17 годам лишения свободы с отбыванием наказания в исправительной колонии строгого режима и с ограничением свободы на срок 1 год 6 месяцев, а также к выплате 3 млн рублей компенсации семье погибшего.

## Стихийные митинги и беспорядки
11 октября фото подозреваемого, полученное с камеры наружного наблюдения, было опубликовано во всех националистических сообществах в социальных сетях.
12 октября в десять часов вечера около 40 местных жителей пришли к районному отделу полиции, чтобы потребовать немедленного расследования убийства. Собравшиеся требовали закрыть расположенную в районе овощную базу, на которой работает большое число иностранных рабочих, а также ужесточить миграционное законодательство. С собравшимися встретился исполняющий обязанности УВД по ЮАО ГУ МВД России по Москве Александр Половинка, который рассказал об уже проделанной работе и пообещал, что правоохранительные органы примут все меры для розыска убийцы. По данным полиции, через полчаса люди разошлись, но той же ночью в социальных сетях было размещено объявление о месте и времени нового «народного схода».
13 октября в Главном управлении МВД по городу Москве сообщили, что расследование убийства находится под личным контролем начальника управления Анатолия Якунина, а за предоставление сведений, способствующих задержанию подозреваемого, объявлена награда в 1 миллион рублей. Следственный комитет России также заявил, что дело взято под контроль СК и «передано в управление по расследованию особо важных дел ГСУ СК России по городу Москве». А. Половинка ещё раз встретился с местными «гражданскими активистами» и обсудил с ними вопросы создания народных дружин для патрулирования улиц и скорейшего задержания преступника, подозреваемого в совершении убийства.
К четырём часам дня на Востряковском проезде начали собираться местные жители и некие молодые люди, похожие на футбольных фанатов. По разным данным, число собравшихся составило до 200 человек. К месту сбора были стянуты силы полиции и ОМОНа. Позднее сообщалось, что всего в операции по подавлению беспорядков было задействовано до 10 автобусов с омоновцами. Участников сходки предупредили, что «любые попытки нарушения общественного порядка и действующего законодательства Российской Федерации будут пресекаться сотрудниками полиции».
Ситуация на первых порах развивалась мирно: один из лидеров движения «Русские» Александр Белов прибыл к собравшимся с главой районной управы Виктором Легавиным, который сообщил, что в районе будут созданы молодёжные народные дружины. Люди в ответ стали жаловаться на «засилье мигрантов» и на местную плодоовощную базу, ставшую рассадником преступности. Раздавались требования отставки Виктора Легавина и руководства местного 137-го отделения полиции.

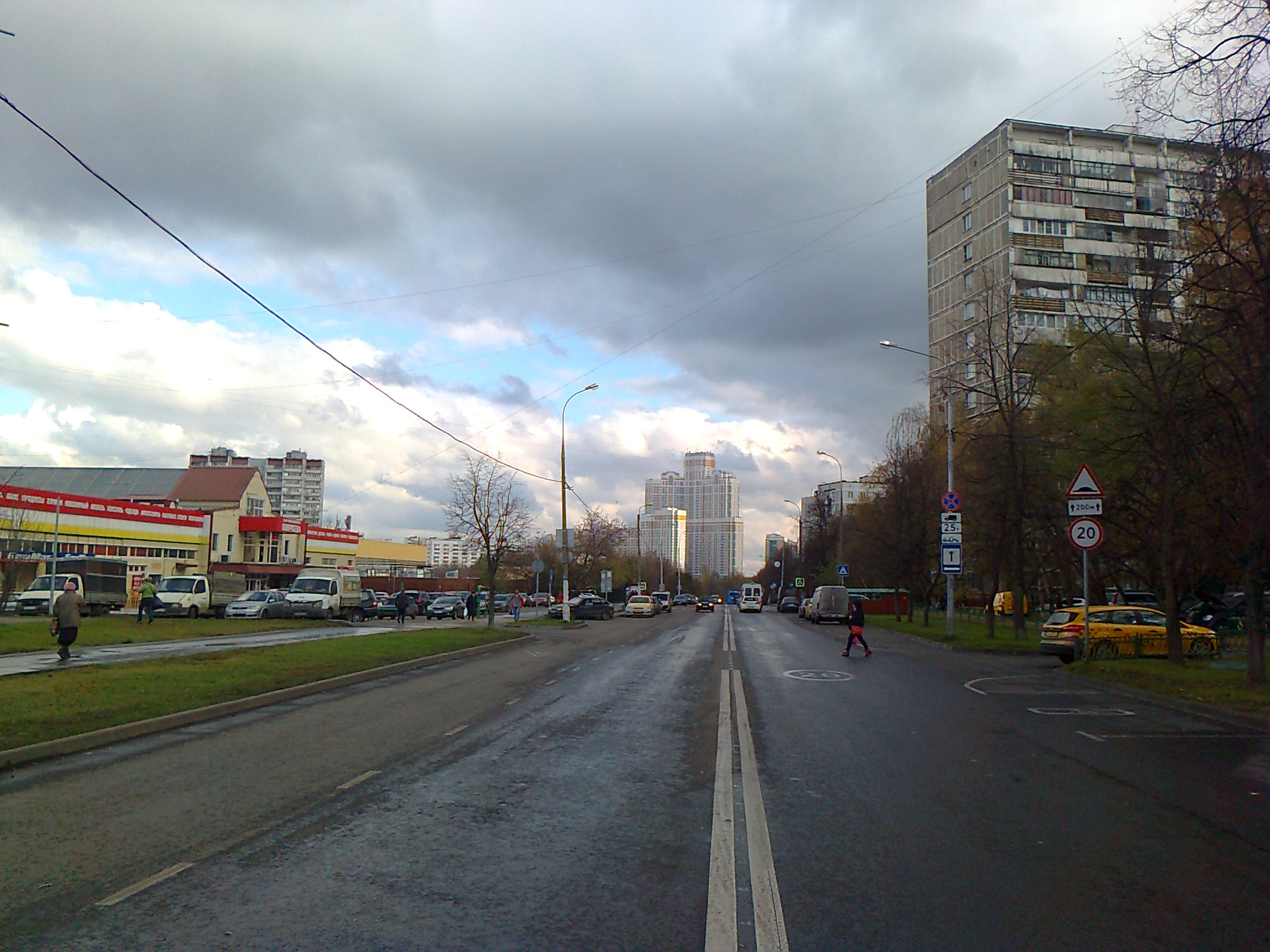
Булатниковская улица, ТЦ «Бирюза» (слева)

Вскоре, однако, ситуация вышла из-под контроля: не удовлетворившись выступлением чиновника, часть собравшихся стихийно направилась к торговому центру «Бирюза», расположенному на соседней Булатниковской улице: в толпе кто-то сказал, что именно там работают мигранты.
Около двух десятков человек ворвались в фойе торгового центра, разбивая витрины и бросая файеры, что привело к пожару. В результате столкновений с вызванными на усмирение толпы омоновцами пятеро полицейских, включая командира батальона, получили лёгкие ранения. Было задержано семь человек, но довезти их до ОВД не удалось: толпа, скандируя «Выпускай» и «Россия для русских!», обступила полицейский автомобиль, пытавшийся проехать по Булатниковской улице. В итоге автозак вернулся к торговому центру, и задержанные были выпущены.
В результате беспорядков оказалось почти парализовано движение на Харьковской улице и Востряковском проезде в сторону центра. В стихийном митинге приняло участие, по разным оценкам, от двух до шести тысяч человек. Помимо «приезжих» недовольство местных жителей вызвали действия местных властей, в частности главы управы района Бирюлёво Западное Виктора Легавина и руководства 137-го отделения полиции. Высказывались требования создания «народных дружин» для поисков убийцы. В беспорядках приняли участие националисты, которые скандировали лозунги «Россия для русских», «Москва для москвичей» и «Россия, вперёд» (по другим данным, подтверждённым видеозаписями, — «Русские, вперёд!»).
Вечером 13 октября протестующие разгромили плодоовощную базу «Покровская», принадлежащую ЗАО «Новые Черёмушки», на которой работали преимущественно мигранты. К овощебазе они подошли со стороны улицы Подольских Курсантов, предварительно перекрыв на ней движение. Численность участников шествия оценивалась в 1000 человек, хотя на территорию самой базы проникло значительно меньшее число лиц. Чуть ранее сообщалось, что ОМОН не допустил погрома на овощебазе. В Москве был введён план «Вулкан», предусматривающий особый режим мобилизации полиции. Была перекрыта Манежная площадь в центре Москвы.
Участники беспорядков избивали встретившихся им уроженцев Кавказа и Средней Азии. Около восьми часов вечера на улице Подольских Курсантов произошла стычка между «фанатами» и «кавказцами», пятеро человек были госпитализированы. Одна из групп участников акции дошла до железнодорожной платформы Бирюлёво-Товарная, где разгромила развал с арбузами и перевернула стоявшие рядом «Жигули», после чего была задержана полицией. Там задержали 14 активистов НБП с газовыми баллончиками.
Против участников беспорядков было возбуждено дело по обвинению в хулиганстве. 14 октября по состоянию на 01:23 в Южном округе за нарушение общественного порядка было задержано 400 человек, в том числе несколько десятков участников неформальных националистических организаций.

## Проверки на овощебазе
Днём 14 октября во время рейда полиции на овощебазе было задержано 1245 человек, из них 214 являлись нелегальными мигрантами. Также был обнаружен автомобиль, в салоне которого было найдено несколько миллионов рублей, травматическое и холодное оружие, а также бейсбольные биты.
Деятельность овощебазы приостановлена, на других подобных предприятиях и в жилом фонде, где проживает большое количество мигрантов, начались проверки.
Главный государственный санитарный врач России Геннадий Онищенко заявил, что, по предварительным итогам проверки бирюлёвской овощебазы, есть все основания закрыть её навсегда.
На территории базы осталось заблокированными более 1000 фур с плодоовощной продукцией на общую сумму около 3 млрд рублей.

## Последствия
- 15 октября начальник отдела полиции по району Западное Бирюлёво подполковник полиции Геннадий Каверин был освобождён от должности[51]. Также было внесено представление об освобождении начальника УВД по ЮАО генерал-майора полиции Александра Подольного[52].
- Суд оштрафовал на сумму от 500 до 3 тысяч рублей 14 задержанных по статьям 20.2 (организация массового одновременного пребывания и передвижения граждан в общественных местах, повлекших нарушение общественного порядка) и 20.1 (мелкое хулиганство). Один человек был привлечён и оштрафован на 1 тысячу рублей за неповиновение законным требованиям сотрудников правоохранительных органов (ст. 19.3 КоАП).
- По состоянию на 15 октября 2013 года, по уголовному делу о хулиганстве проходили три человека — два москвича и один житель Подмосковья (статья предусматривает до семи лет лишения свободы)[53].
- 17 февраля 2014 года фигуранты дела о событиях в московском районе Бирюлёво Западное Тимур Мусикаев, Андрей Титаренко и Артем Новиков попали под амнистию и были освобождены из-под стражи[54].
- 15 октября была осуществлена попытка проведения несанкционированного митинга против этнической преступности в районе метро «Пражская». В результате временно прекратили работу два находящихся поблизости торговых центра[55]. Митингующие срывали своё недовольство на припаркованных автомобилях[56]. За агрессивное поведение было задержано около 300 человек[57].
- В отношении руководителей Бирюлёвской овощебазы (Гаджиев, Чурилов) были возбуждены уголовные дела по факту организации нелегальной иммиграции (п. «а» ч. 2 ст. 322.1 УК РФ)[58].
- 16 июня 2014 г. руководители Бирюлёвской овощебазы (Чурилов, Котелевский) были переведены из СИЗО под домашний арест[59].
- 1 ноября мэр Москвы С. С. Собянин уволил префекта ЮАО Г. В. Смолеевского и главу управы района Бирюлёво Западное Виктора Легавина[60][61]. 8 ноября 2013 года префектом ЮАО назначен Алексей Челышев[62].

## Комментарии
- Ксения Попова, девушка погибшего Егора Щербакова, в эфире телеканала «Москва 24» выступила с заявлением, в котором осудила акцию протеста, переросшую в столкновения. По её словам, родным Щербакова важно, чтобы был найден убийца, но они не хотят эскалации насилия и использования убийства как повода для разжигания межнациональной розни[63][64].
- Заведующий сектором изучения ксенофобий и предупреждения экстремизма Института социологии РАН доктор социологических наук Владимир Мукомель убеждён, что «во многом недовольство мигрантами сконструировано». По его мнению, жители Бирюлёво и других подобных городских окраин недовольны прежде всего собственным положением, безотносительно роли приезжих[65].
- Герой России Магомед Толбоев, почётный президент компании «Новые Черёмушки (ЗАО)», управляющей овощебазой в Бирюлёво, обвиняет в случившимся полицию и местные власти[66][67].
- По мнению члена центрального штаба Общероссийского народного фронта Михаила Старшинова, это убийство и последовавшие за ним выступления являются «результатом бездействия местных властей и полиции»[8].
- Председатель комитета «Гражданское содействие» и член Совета при президенте Российской Федерации по содействию развитию институтов гражданского общества и правам человека Светлана Ганнушкина считает, что, в отличие от беспорядков на Манежной площади в 2010 году, когда среди протестующих были только националисты, теперь к ним присоединились обычные люди, которые убеждены, что все беды происходят от иммигрантов, а избирательная кампания на пост мэра Москвы только подлила масла в огонь[68].

### Официальные лица
- Посол Азербайджана в Москве Полад Бюльбюль-оглы считает, что не следовало устраивать «истерию» из-за обычного бытового убийства[69][70], а также полагает, что задержание Орхана Зейналова было произведено с нарушениями закона[71].

## В культуре
По мотивам этих событий Фёдором Бондарчуком был снят фильм «Притяжение».
Так же, по мотивам данных событий была написана песня «Овощебаза» группой «Пруд».